# Río Cautín
El río Cautín  es un curso natural de agua que nace en la falda sur del volcán Lonquimay, en un anfiteatro que forma la cordillera de las Raíces, a 1850 m y fluye en la Región de la Araucanía. Es el tributario más importante del río Imperial en cuanto a caudal, y hasta su unión con este tiene un largo de 174 km.

## Trayecto
Desde su cuenca de recepción (Curacautín) hasta la confluencia con el río Muco (norte de Pillanlelbún), su desnivel es de 600 metros, mostrando una larga curva. Al pasar por Temuco su altitud promedio es de 80 m s. n. m. y desde Nueva Imperial hasta su desembocadura su altitud es de 55 m s. n. m. Es navegable desde su confluencia con el río Cholchol.
El afluente más importante del Cautín, es el río Quepe, el cual nace en la falda occidental de volcán Llaima, y se une al Cautín cerca de Villa Almagro.

## Caudal y régimen
La hoya hidrográfica del río Cautín con afluentes, los ríos Quepe y Muco, tiene un notorio régimen pluvial, con sus crecidas en invierno, producto de lluvias invernales. En años lluviosos las crecidas ocurren entre mayo y agosto, mientras que los menores caudales ocurren entre enero y marzo. En años normales y secos la influencia pluvial sigue siendo de importancia, produciéndose sus mayores caudales entre junio y agosto. El período de menores caudales se presenta en el trimestre dado por los meses de enero, febrero y marzo.: 62 

Curvas de variación estacional
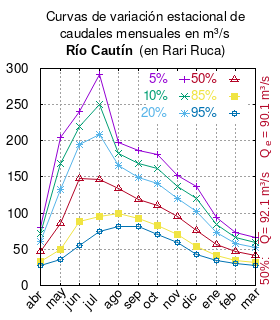
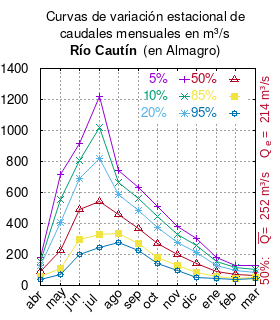
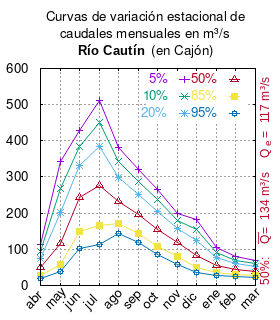

El caudal del río (en un lugar fijo) varía en el tiempo, por lo que existen varias formas de representarlo. Una de ellas son las curvas de variación estacional que, tras largos periodos de mediciones, predicen estadísticamente el caudal mínimo que lleva el río con una probabilidad dada, llamada probabilidad de excedencia. La curva de color rojo ocre (con {\displaystyle {\color {Red}\vartriangle }}) muestra los caudales mensuales con probabilidad de excedencia de un 50%. Esto quiere decir que ese mes se han medido igual cantidad de caudales mayores que caudales menores a esa cantidad. Eso es la mediana (estadística), que se denota Qe, de la serie de caudales de ese mes. La media (estadística) es el promedio matemático de los caudales de ese mes y se denota {\displaystyle {\overline {Q}}}. 
Una vez calculados para cada mes, ambos valores son calculados para todo el año y pueden ser leídos en la columna vertical al lado derecho del diagrama. El significado de la probabilidad de excedencia del 5% es que, estadísticamente, el caudal es mayor solo una vez cada 20 años, el de 10% una vez cada 10 años, el de 20% una vez cada 5 años, el de 85% quince veces cada 16 años y la de 95% diecisiete veces cada 18 años. Dicho de otra forma, el 5% es el caudal de años extremadamente lluviosos, el 95% es el caudal de años extremadamente secos. De la estación de las crecidas puede deducirse si el caudal depende de las lluvias (mayo-julio) o del derretimiento de las nieves (septiembre-enero).

## Historia
Francisco Solano Asta-Buruaga y Cienfuegos  escribió en 1899 en su Diccionario Geográfico de la República de Chile sobre el río:
Cautín (Rio).-—Es uno de los más notables de Chile, de los que bajan desde los Andes al Pacífico, y del cual el conquistador Pedro de Valdivia, en carta de 25 de setiembre de 1551, dice «llegué . . . á otro río poderoso, llamado en lengua de esta tierra Cabtena, que es como el Guadalquivir y harto más apacible y de un agua clara como cristal, y corre por una vega fertilísima.» Efectivamente es un bello y caudaloso río, sobre todo en su parte inferior por donde el mismo Valdivia fundó en aquel año la ciudad Imperial. Tiene sus cabeceras en los Andes por los 38°30′ Lat. y 71°35′ Lon. cercanas hacia la parte oriental de los volcanes do Lonquimay y Llaima; corre en general al O. con medianas vueltas y desviaciones de esa dirección, y va á descargar magestuosamente su grueso volumen de agua en el Pacífico bajo los 38°48′ Lat. y 73°25′ Lon. entre las lomas arenosas de Cuyumpulli y el morro de Cholhuy al cabo de unos 175 kilómetros de curso de mediana corriente en su primera mitad y más o menos pando en la otra. Sus riberas son regularmente suaves, ceñidas de fértiles valles, vegas y colinas clivosas, que caen al borde del agua, y pobladas de arbolado. Su cauce de poco ancho en su parte superior, se ensancha en proporción de su descenso hasta alcanzar en algunos espacios 300 y 350 metros, y en otros se abre en brazos formando islas, como la de Doña Inés y la que yace frente á las ruinas de aquella ciudad. Hasta pasado este punto (38 á 40 kilómetros de su boca) sube la marea y admite la navegación de embarcaciones de tres y medio á cuatro metros de calado, y de una mitad menos hasta más arriba de la ciudad Nueva Imperial. Sus principales afluentes, bajándolo, son el Muco, el Trutrú, el Quepe, el Paracahuín, el Cholchol, el Boroa, el Rumulhue y el Mocho; y á sus márgenes deja en el mismo orden los pueblos y fuertes de Malacahuín, Curacautín, Lautaro, Pillanlelvún, Temuco, Nueva Imperial, Carahue, &c. En su sección inferior se denomina río Imperial por haber estado asentada en ella la ciudad antigua de este título antes mencionada.